# Leopold VI. (Österreich)

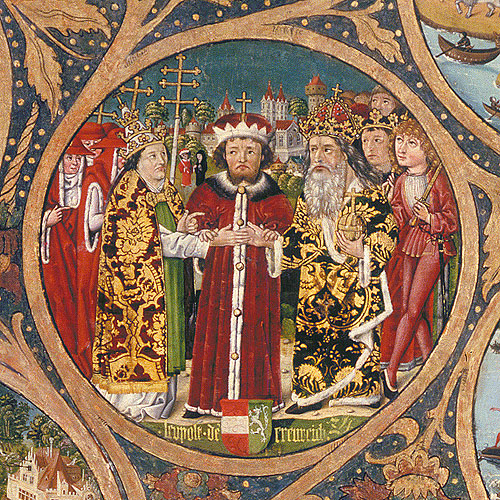
Herzog Leopold VI. (der Glorreiche). Ausschnitt aus dem Babenberger-Stammbaum, Stift Klosterneuburg.

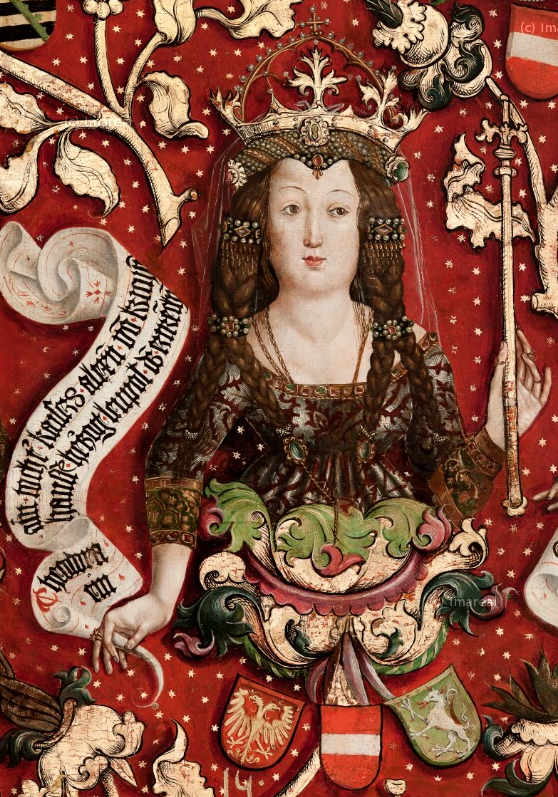
Herzogin Theodora, Gemahlin Leopolds VI., Enkelin des byzantinischen Kaisers Isaak Angelos II. (Ausschnitt aus dem Babenberger-Stammbaum, Stift Klosterneuburg)

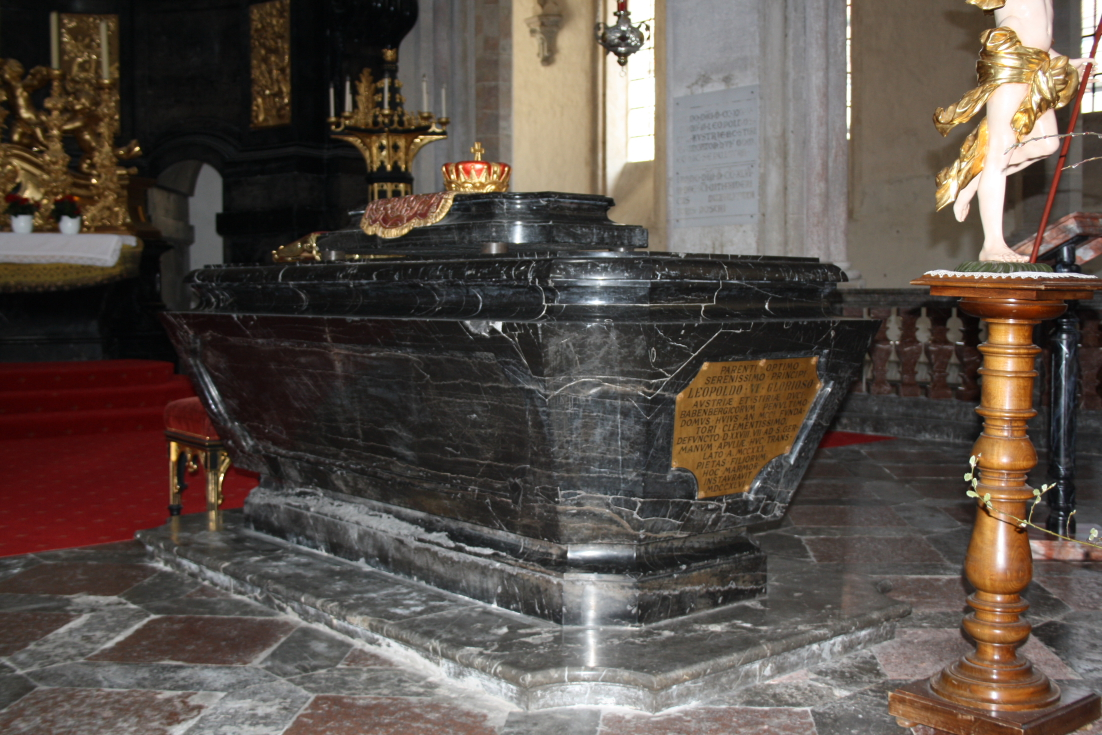
Kenotaph Leopolds vor dem Hochaltar der Stiftskirche in Lilienfeld

Leopold VI., der Glorreiche (* 15. Oktober 1176; † 28. Juli 1230 in San Germano) stammte aus dem Geschlecht der Babenberger. Er war Herzog von Österreich (1198–1230) und der Steiermark (1194–1230).

## Leben
Leopold war der jüngere Sohn des Herzogs Leopold V.
Entgegen den Bestimmungen der Georgenberger Handfeste aus dem Jahre 1186 wurde nach dem Tod Leopolds V. 1194 die Herrschaft geteilt: Leopolds älterer Bruder Friedrich I. erhielt Erzherzogtum Österreich (im heutigen Sprachgebrauch Nieder- und Oberösterreich bzw. Teile der heutigen Bundesländer Niederösterreich und Oberösterreich der Republik Österreich), während Leopold selbst die Steiermark übernahm. Als Friedrich nach nur vier Jahren überraschend starb, wurde Leopold auch Herzog von Österreich.
Leopold VI. nahm an zwei Kreuzzügen teil (1212 am Albigenserkreuzzug und 1217 bis 1219 am Kreuzzug von Damiette). Er erhob gegenüber Richard Löwenherz Ansprüche auf Zypern (wegen seiner Verwandtschaft mütterlicherseits mit Isaak Komnenos, dem letzten griechischen Herrscher der Insel). Diese konnte er aber nicht durchsetzen, da Richard Zypern inzwischen an Guido von Lusignan verkauft hatte.
Leopold versuchte ebenso wie seine Vorgänger, durch die Gründung neuer Klöster das Land zu erschließen. Seine bekannteste Gründung ist Lilienfeld im niederösterreichischen Tal der Traisen, wo er auch begraben liegt. Daneben begünstigte er aber auch die damals hochmodernen Bettelorden (Franziskaner, Dominikaner). In dieselbe Richtung geht die Gründung neuer Städte (z. B. Freistadt nach 1220) und die Verleihung von Stadtrechten (1212 Enns, 1221 Wien, das unter ihm auch eine bedeutende Erweiterung erfuhr und seine Fläche mehr als verdoppelte).
In seiner Kirchenpolitik zielte Leopold VI. auf eine größere Eigenständigkeit gegenüber dem Bistum Passau ab, dem Österreich damals kirchlich unterstand und welches mit etwa 42.000 km² das damals größte im Heiligen Römischen Reich war. In einem Briefwechsel (1207) mit Papst Innozenz III. forderte er die Einrichtung eines zweiten Bistums neben Passau und führte zur Begründung vor allem die „Pest häretischer Verderbtheit“ an, die sich in dem großen Bistum schnell ausbreiten könne. Leopolds Plan schlug allerdings fehl. Im weiteren Verlauf kam es im Jahr 1210 aber zur ersten belegten Verfolgung von Häretikern in Österreich. Diese wird sowohl in den Annalen von Klosterneuburg, als auch im Wälschen Gast des Thomasîn von Zerclaere erwähnt.
Unter Leopold begannen die ersten Einflüsse der Gotik Österreich zu erreichen – die Capella Speciosa in seiner zeitweiligen Residenz Klosterneuburg gilt als erstes gotisch beeinflusstes Bauwerk im Donauraum – nach deren Abbruch 1799 wurden Teile davon für die Kapelle der Franzensburg im Schlosspark von Laxenburg verwendet.
Unter ihm erreichte das babenbergische Österreich den Zenit seines Ansehens, seine Ehe mit der byzantinischen Prinzessin Theodora Angeloi gibt davon Zeugnis, ebenso wie sein Vermittlungsversuch zwischen dem Kaiser Friedrich II. und dem Papst, während dessen er 1230 in Italien starb.
Leopold VI. hatte sieben Kinder, unter anderen die Töchter Margarete von Babenberg, Gertrud von Babenberg und Constantia von Österreich. Sein einziger noch lebender Sohn war aber Friedrich II., der auch seine Nachfolge antrat.
Bekannt ist sein Hof als Zentrum des Minnesangs, hier wirkten unter anderem Walther von der Vogelweide, Neidhart von Reuental und Ulrich von Liechtenstein. Auch das Nibelungenlied wurde möglicherweise hier geschrieben.

## Ehe und Nachkommen
Leopold war mit Theodora Angeloi, Tochter des byzantinischen Kaisers Isaak II., verheiratet. Sie hatten vier Töchter und drei Söhne:
- Margarethe (* um 1205; † 29. Oktober 1266) ⚭ I) Heinrich (VII.), römisch-deutscher König, König von Sizilien ⚭ II) Ottokar II. Přemysl, König von Böhmen, Markgraf von Mähren;
- Agnes (* 19. Februar 1206, † 29. Juli 1226) ⚭ Albrecht I., Herzog von Sachsen
- Heinrich der Grausame (* 1208; † 29. November 1228) ⚭ Agnes, Tochter von Hermann I., Landgraf von Thüringen
- Gertrud (* 1210; † 10. März 1241) ⚭ Heinrich Raspe IV., Landgraf von Thüringen, Reichsgubernator und römisch-deutscher Gegenkönig;
- Constantia (* 6. Mai 1212; † 5. Juni 1243) ⚭ Heinrich III., Landgraf von Thüringen, Markgraf von Meißen und der Lausitz;
- Friedrich II. (* 15. Juni 1211; † 15. Juni 1246), Nachfolger seines Vaters als Herzog von Österreich und der Steiermark.
- Leopold (* 1207, † 16. August 1216)

## Andenken
Das Laxenburger Fenster in der Steyrer Stadtpfarrkirche enthält eine Darstellung Leopolds von um 1300 mit einem Kirchenmodell zu Füßen und der Inschrift Dux Leupoldus. Diese Doppelscheibe stammt gemeinsam mit dem benachbarten Scheiben mit auferstehendem Christus und Markgräfin Agnes aus der Capella speciosa.
Am Wiener Rathausplatz befindet sich ein Denkmal Leopold VI. von Johann Preleuthner.
Eine Gedenktafel für ihn fand Aufnahme in die Walhalla bei Regensburg.

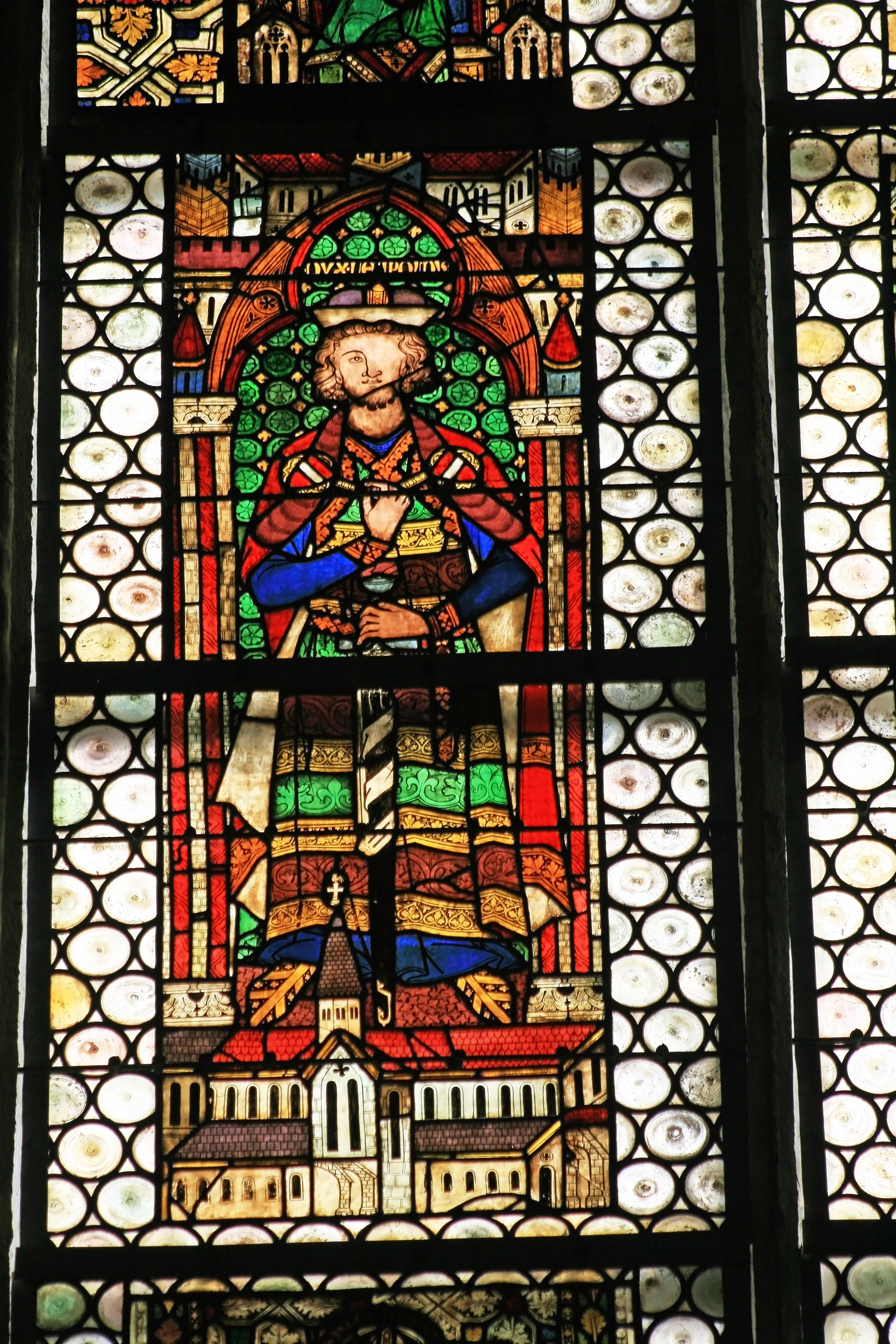
Detail des Laxenburger Fensters
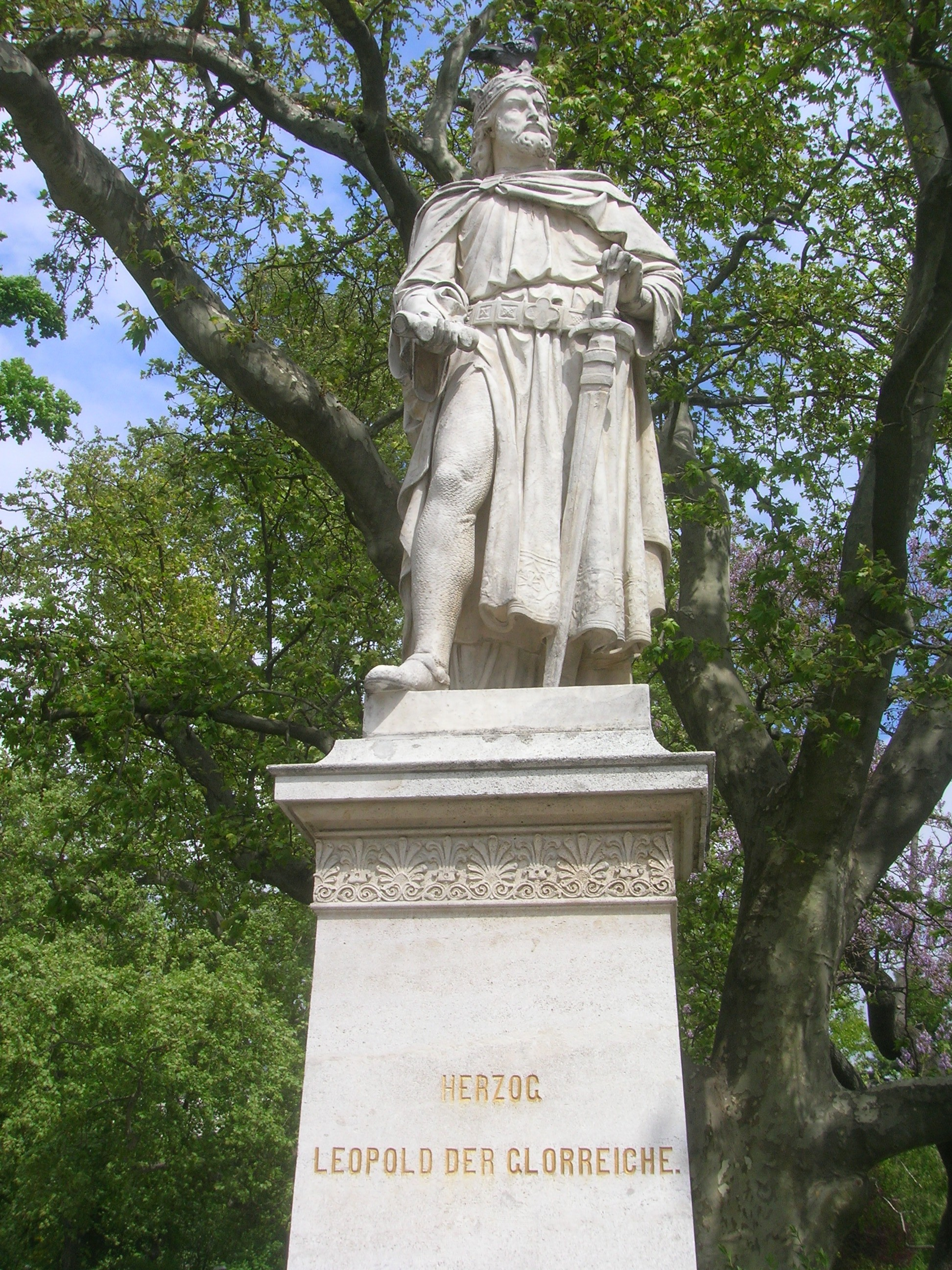
Denkmal am Rathausplatz in Wien
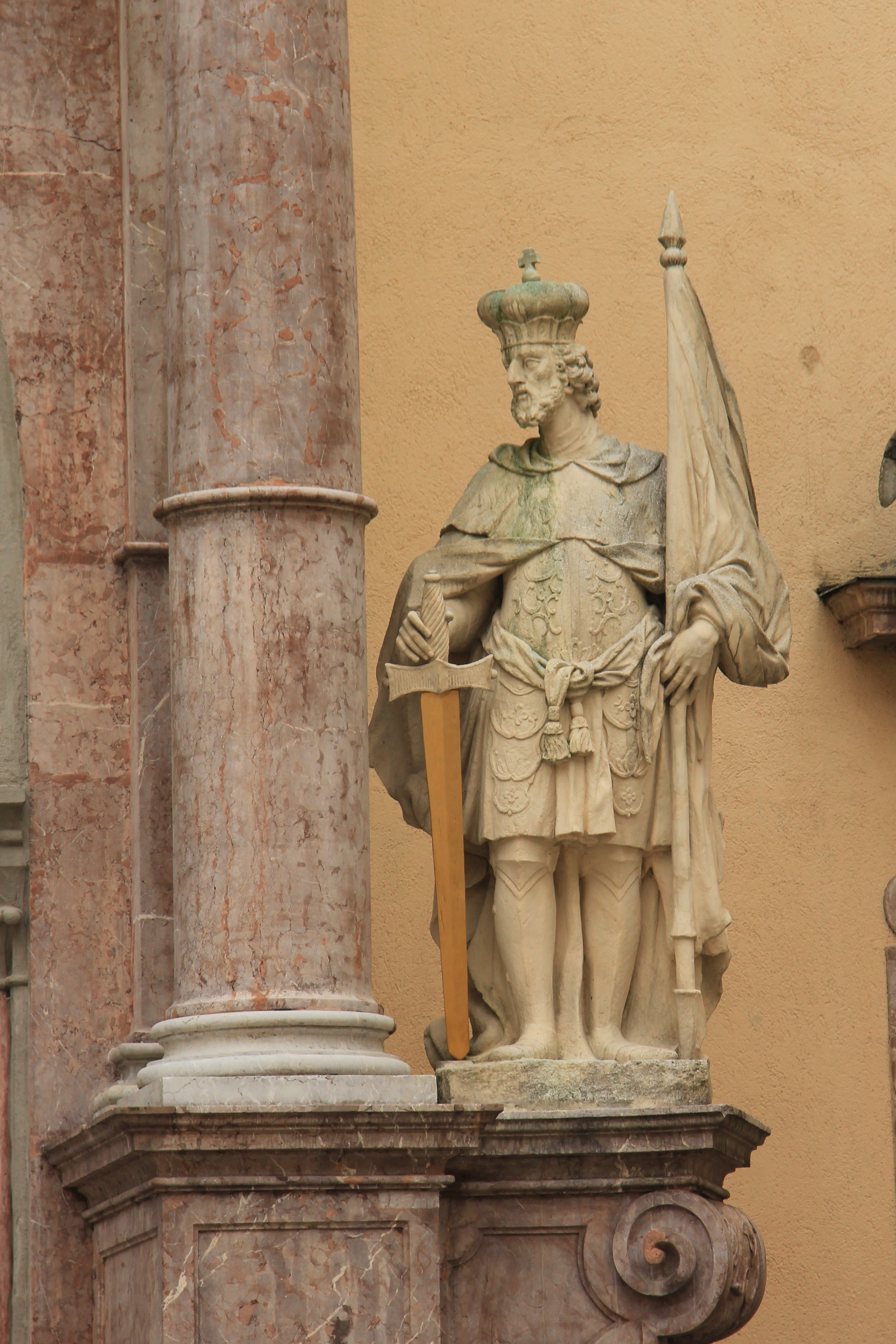
Leopold VI. beim Eingang der Stiftskirche des Stiftes Lilienfeld